# Sidingkat
Sidingkat is een bestuurslaag in het regentschap Padang Lawas Utara van de provincie Noord-Sumatra, Indonesië. Sidingkat telt 584 inwoners (volkstelling 2010).